# Virtue Hampton Whitted
Virtue Hampton Whitted (* 22. Februar 1922 in Middletown (Ohio); † 17. Januar 2007 in Indianapolis) war eine amerikanische Jazzmusikerin (Gesang, Kontrabass, auch Piano), die vor allem als Mitglied der Hampton Family Band und The Hampton Sisters bekannt ist.

## Leben und Wirken
Hampton wuchs in einer Musikerfamilie mit zwölf Kindern auf; der Posaunist Slide Hampton ist ihr jüngster Bruder. Ihre Eltern brachten allen Kindern wenigstens ein Instrument bei, damit sie in der Familienband mitspielen konnten. Sie lernte den Kontrabass und sang zudem in der elterlichen Band. In den späten 1930er Jahren versuchte die Hampton Family Band, vergeblich in Hollywood Fuß zu fassen. Nach einem erfolgreichen Engagement im Sunset Ballroom in Indianapolis 1938 zogen die Hamptons dorthinin. Dort entstand auch aus der Family Band mit der Duke Hampton Band ein Swingensemble. Die Gruppe nahm für die Plattenlabels King Records und Aladdin Records auf, löste sich aber nach Auftritten in der Carnegie Hall, dem Apollo Theatre und dem Savoy Ballroom in New York City wieder auf.
Während des Zweiten Weltkriegs mussten einige ihrer Brüder den Kriegsdienst ableisten, so dass die große Familien-Band pausierte. Daher gründete Virtue Hampton mit ihren Schwestern Aletra, Carmalita und Dawn ein Quartett, die Hamptonians, das in lokalen Clubs entlang der Indiana Avenue, aber auch bei USO-Veranstaltungen auftrat.
In den frühen 1950er Jahren gehörte Hampton, die mittlerweile mit dem Schlagzeuger Thomas Whitted verheiratet war, auch als Pianistin zu Duke Hampton and His Orchestra (Please Be Good to Me, 1953). Die Hampton Sisters, die auch mit Duke Ellington und Nat King Cole auftraten, wurden Mitte der 1950er Jahre als Trio reaktiviert. Sie nahmen für Savoy Records auf (Hey Little Boy). 1981 bildete Hampton unter diesem Namen mit ihrer Schwester Alettra ein Duo, das auch in den Schulen auftrat. Die Indianapolis Jazz Foundation nahm Hampton Whitted und ihre Schwester Aletra 1999 in ihre Hall of Fame auf. 2003 veröffentlichte die Indiana Historical Society die CD The Hampton Sisters, A Jazz Tribute mit Virtue Hampton am Bass und Gesang, Aletra Hampton am Klavier und Gesang, Alonzo „Pookie“ Johnson am Saxophon und Lawrence Clark III am Schlagzeug.
Hampton erhielt 2004 die Ehrendoktorwürde der University of Indianapolis. Der Trompeter Pharez Whitted ist ihr Sohn.